# دیویدسن ازینوا
دیویدسن ازینا (انگلیسی: Davidson Ezinwa; ۲۲ نوامبر ۱۹۷۱ – ) دونده، و ورزشکار دو و میدانی اهل نیجریه بود.